# Biró Károly Ágoston
Biró Károly Ágoston (Szentegyháza, 1941. május 29. – Kolozsvár, 2020. január 6.) erdélyi villamosmérnök, tanszékvezető egyetemi tanár.

## Életpályája
1953 és 1957 között a székelyudvarhelyi Gábor Áron Líceumba járt. 1957 és 1962 között a temesvári műszaki egyetem villamosmérnöki karának hallgatója. 1978-ban ugyanott doktori címert szerzett. 1962-től a kolozsvári Műszaki Egyetem oktatója: tanársegéd (1962), adjunktus (1971), docens (1980), egyetemi tanár (1990). 1992-től doktorátusvezető egyetemi tanár. 1992 és 2008 között tanszékvezető. Az Erdélyi Magyar Műszaki Tudományos Társaság elnöke 1997 és 2004 között.

## Munkássága
Szakterülete a villamosgépek. 14 könyv, több mint 100 tudományos cikk szerzője. Több szabadalom és találmány tulajdonosa. Több mint három tucat tudományos kutatás vezetője. Az EMT keretében az Energetika-Elektrotechnika Szakosztály elnökeként kezdeményezte és húsz éven keresztül szervezte a villamosmérnökök és energetikusok egyik legfontosabb magyar nyelvű szakkonferenciáját Erdélyben, az Energetika és Elektrotechnika Konferenciát (ENELKO), ezzel hozzájárulva a Kárpát-medencei magyar műszaki tudományosság műveléséhez.